# 印度醫療保健

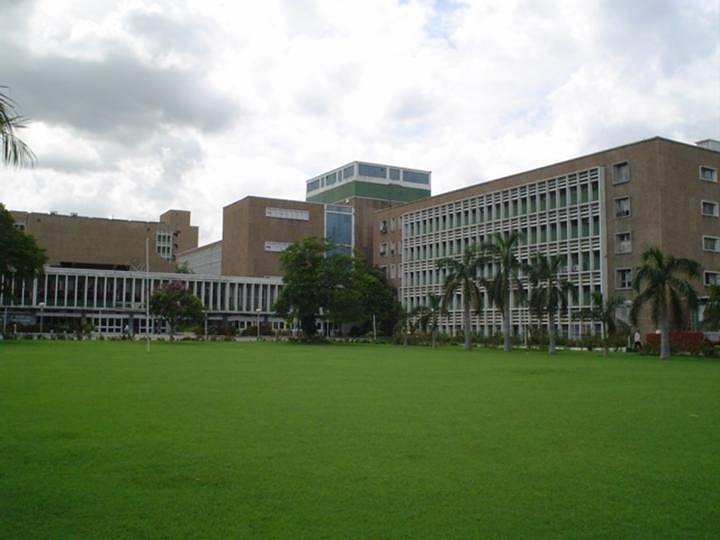
於新德里的新德里全印醫學科學研究所（簡稱AIIMS）。

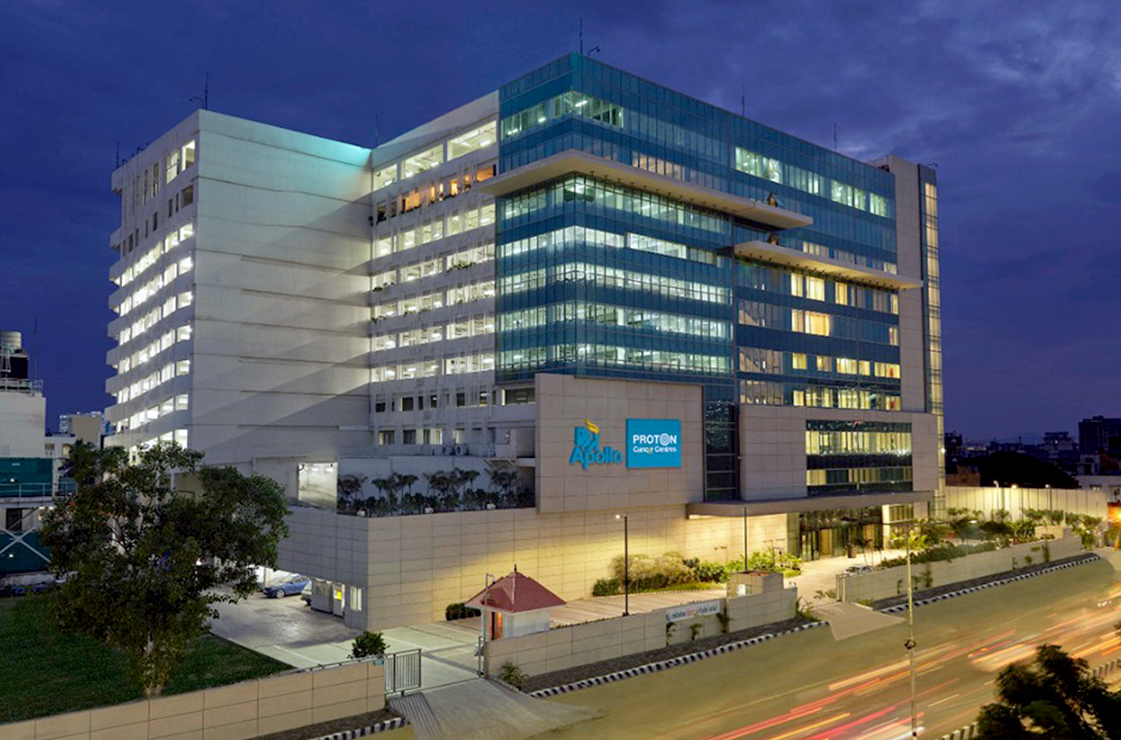
於清奈的阿波羅醫院。

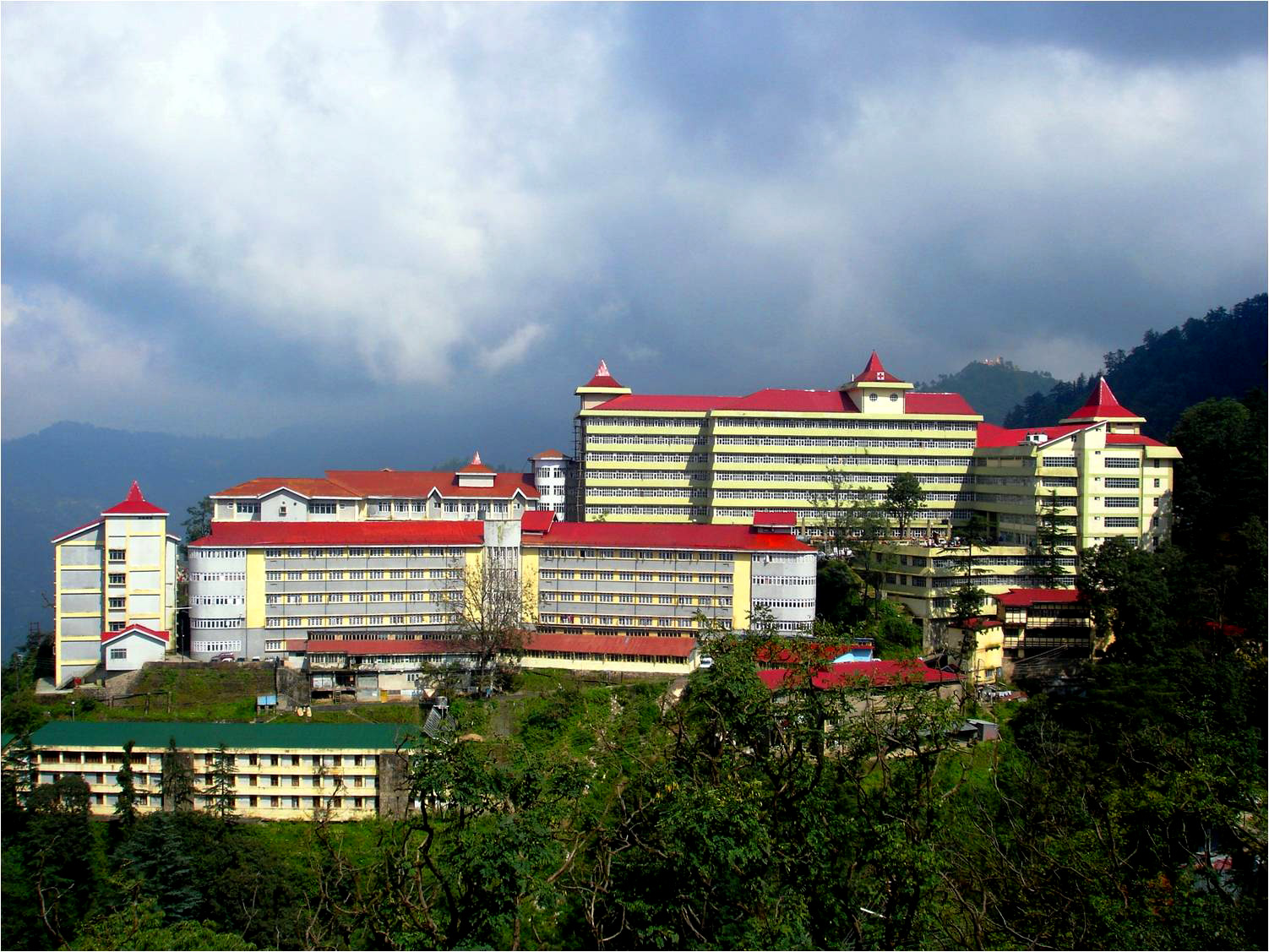
於喜馬偕爾邦西姆拉的英迪拉·甘地醫學院和醫院。

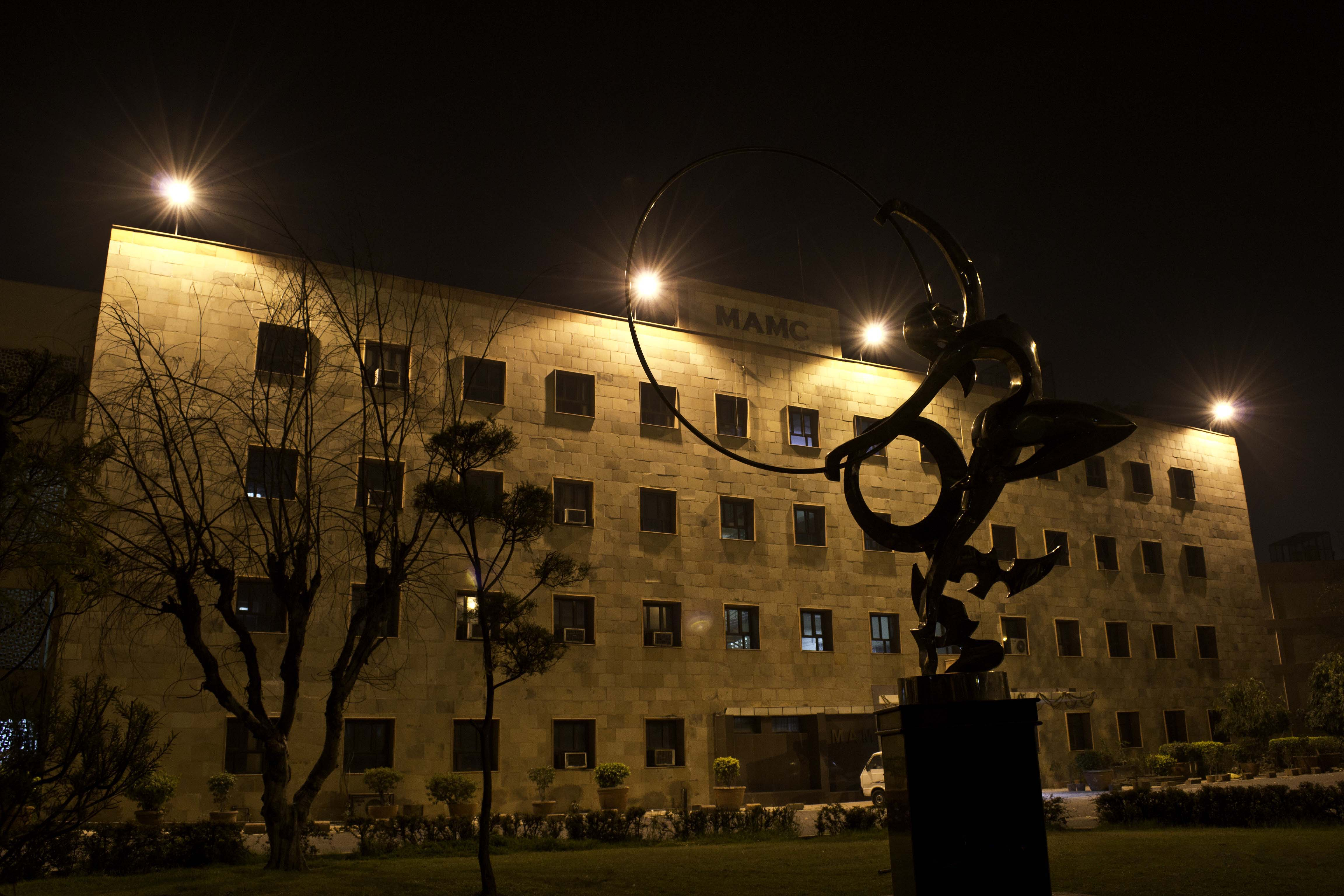
與新德里的毛拉納·阿扎德醫學院（德里大學的附屬學院）。

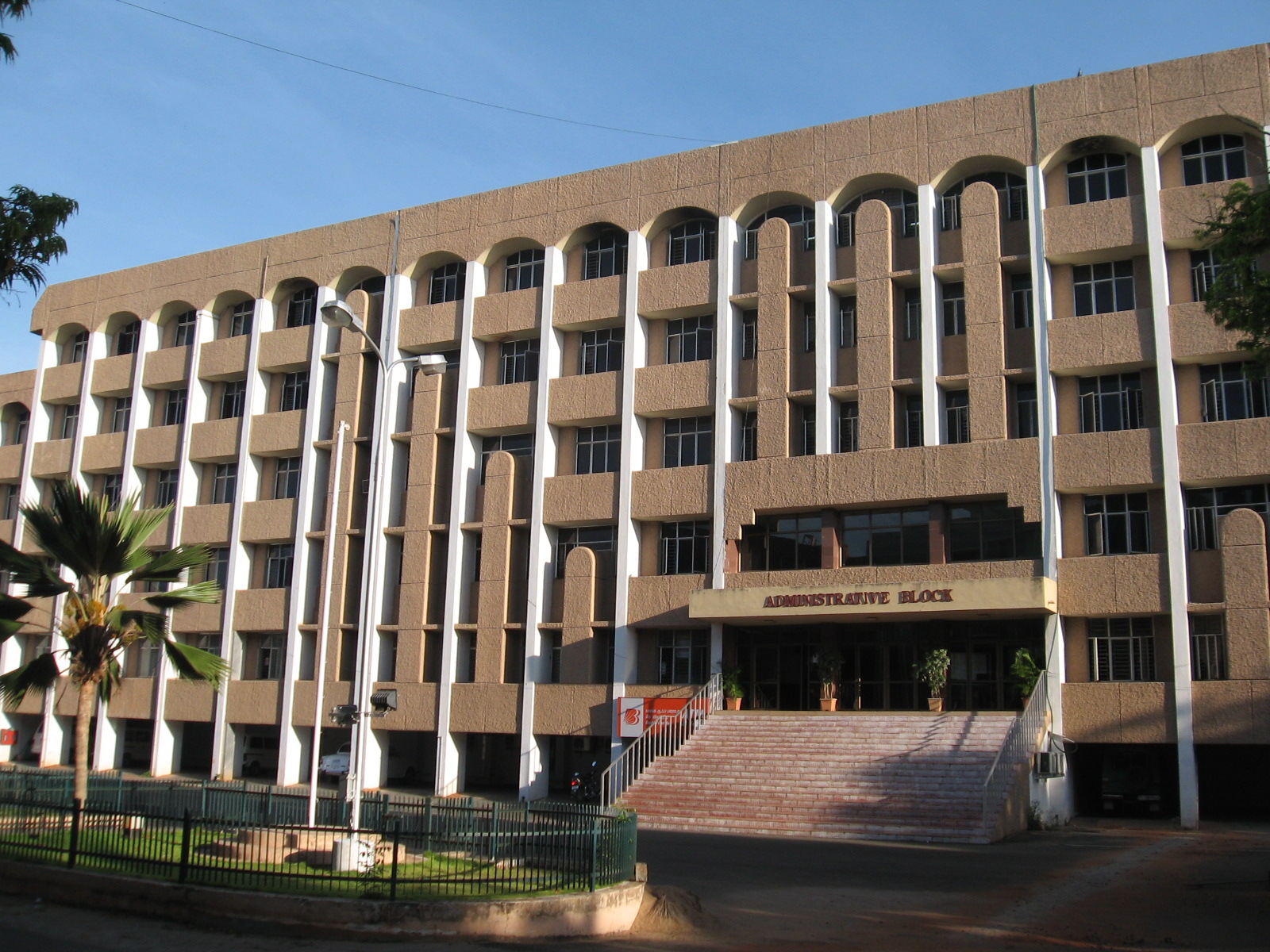
於朋迪治理的賈瓦哈拉爾研究所碩士與博士醫學教育及研究學院。

印度實行多方支付的全民醫保模式，其經費主要來自：幾乎由政府稅收全額支應的公立醫院體系，以及受政府監管（透過印度保險監管與發展局）的公共和私人醫療保險。公立醫院系統除對部分服務會收取少量、通常僅具象徵意義的共付額外，基本上是提供免費醫療服務給所有印度居民。
印度財政部提交的2022-23財政年度印度經濟調查報告，指出中央和邦政府在醫療部門的預算支出在2023財政年度達到國內生產毛額 (GDP) 的2.1%，2022財政年度的佔比為2.2%，而在2021財政年度的佔比則為1.6%。印度醫療保健支出在GDP中佔比的全球排名為第78位，是比例最低的國家之一。按人均醫療總支出計算，印度在全球表列國家中的排名為第77位。

## 國家衛生政策
印度最初於1983年頒佈該國的國家衛生政策，後續在2002年及2017年進行過修訂。在2017年的更新中，特別強調以下四個重點：日益嚴峻的非傳染性疾病問題、蓬勃發展的醫療保健產業、因醫療費用上漲導致的不可持續支出，以及經濟成長所帶來的財政能力提升。從更長遠的視角來看，此政策的目標是促使印度將現有的醫療體系改革，最終達成全民醫保的目標。
然而印度的醫療保健服務在實際運作時，主要是由私立醫療機構提供。由於醫療保險覆蓋不夠全面，許多醫療費用是由患者及其家屬自掏腰包支付，而非透過保險給付。
迄今為止，印度政府的衛生政策在很大程度上鼓勵私立醫療部門擴張，同時推行設計完善，但規模有限的公共衛生計畫。

## 經費

### 2018年
根據印度的國家衛生會計報告，2018年醫療保健總支出佔該國GDP的3.2%。在這3.2%中，政府衛生支出佔GDP的比例僅為2%。而2019年患者自付支出佔當時醫療支出的比例為42.06%，政府和醫療保險基金的支出則增至57%。

### 2019年
印度政府於2019年在醫療保健方面的總淨支出為360億美元，約佔GDP的1.23%。印度在2020-21財政年度的醫療保健支出佔GDP的1.8%。

### 2022年
印度中央及各邦政府從2022年起對醫療保健的投入顯著提升，達到740億美元。由於政府推行的醫療保險計畫、如印度僱員國家保險等社會醫療保險，以及政府監管的私人醫療保險覆蓋大部分醫療支出，民眾的自付費用比例已大幅降低，而使得印度在實現近乎全民醫保覆蓋的目標上邁進一大步。該國自2020年起，未納入僱員國家保險的私營企業員工，皆強制透過其僱主投保由政府（透過印度保險監管與發展局）監管的醫療保險。而公共部門的員工則透過印度中央政府健康計畫享有醫療保障。

### 來自人權衡量倡議組織的評論
總部設於紐西蘭的人權衡量倡議組織進行的調查，指出以印度的收入水平而言，其在國民健康權方面的表現僅達到應有水平的84.9%。

## 醫療保健系統

### 公共醫療保健

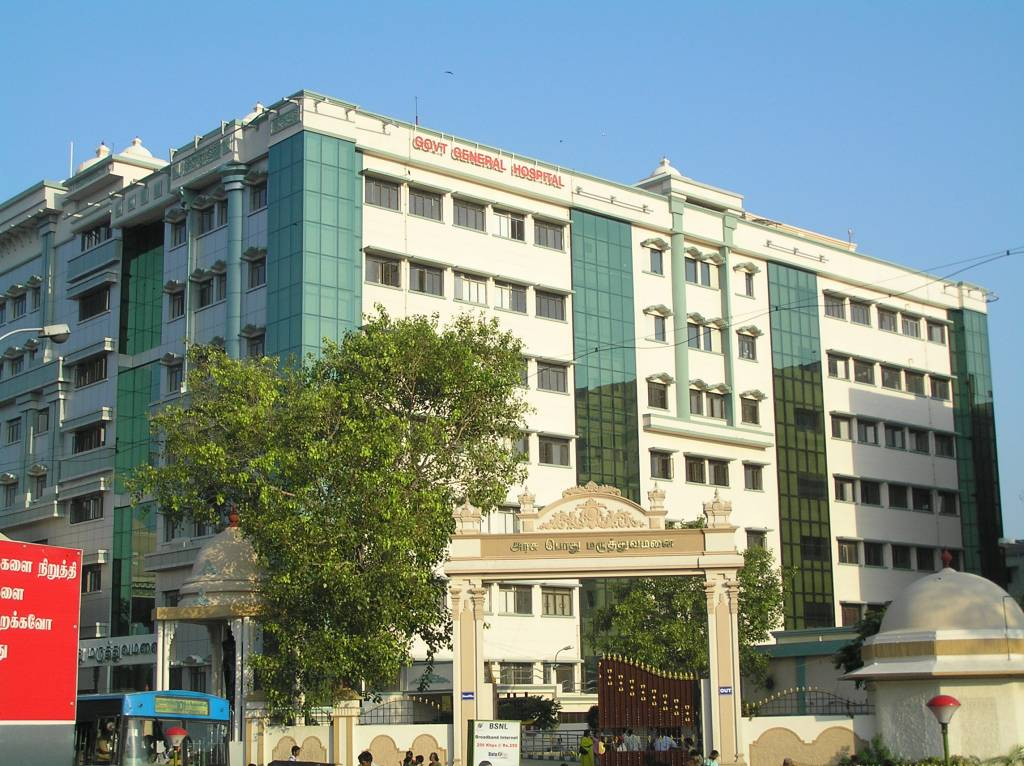
於清奈的拉吉夫·甘地政府綜合醫院，是印度第一所現代醫院，成立於1664年。

印度標榜公共醫療保健對所有居民免費，而實際上是公共衛生部門僅承擔全國18%的門診護理量和44%的住院護理量。印度的中產及以上階層相較於低收入族群，較少使用公共醫療服務。 而女性和老年人則會傾向於依賴公共醫療服務。公共醫療保健系統的目的是為確保無論社會經濟地位或是種姓，都能獲得醫療照護的機會。然而各邦對於公共和私立醫療保健部門的依賴程度存在顯著差異。人們傾向於選擇私立而非公共醫療，原因有多種。整體而言，主要原因是公共部門醫療品質不佳，超過57%的家庭因此更偏好私立醫療保健服務。印度公共醫療體系的主要服務對象是農村地區，然而所提供的醫療品質不盡理想，原因之一是資深醫療人員多不願前往，而導致在農村和偏遠地區，公共醫療系統往往仰賴經驗不足、工作意願較低的實習醫師，他們僅是為取得完成學業所需的時數而被派駐到當地公立診所。此外，公立醫院與居民所住地點通常距離遙遠、就醫時的等待時間過長以及這些機構的運作時段不便，也是造成民眾對公共醫療服務不滿的原因。

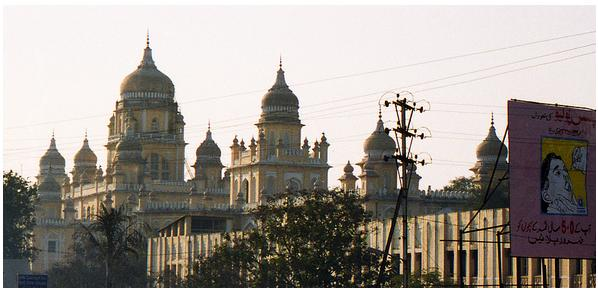
與海德拉巴的奧斯馬尼亞總醫院 。

印度公共醫療保健的決策權限，是依照議題的性質在中央政府與各邦政府之間劃分。中央政府主要負責全國性的醫療保健事務，例如整體家庭福祉和重大疾病防治。而地方醫院、公共衛生、健康及環境衛生促進等事務，則由各邦政府依其轄下不同社群的具體情況進行管理。然而，當醫療保健議題涉及更廣泛的資源需求或對全國構成影響時，中央與邦政府之間便會進行協調及合作。
學者們為要達成聯合國永續發展目標中揭示的全民醫保的願景，敦促政策制定者認真看待當前民眾所依賴的醫療服務模式。他們強調，政府有義務為其國民提供價格合理、數量足夠、與時俱進且符合需求的醫療保健。尤其考量到私立醫療服務收取的高昂費用，健全的公共醫療體系更顯得重要，因為許多民眾仰賴政府提供的醫療補助。學者們進一步主張，國家預算應優先挹注公共醫療系統，以避免貧困人口因無力負擔私立醫療費用而陷入困境。
在納倫德拉·莫迪就任總理後的2014年，印度政府旋即發佈一項名為"國家健康保障任務（National Health Assurance Mission）"的全國性全民醫療保健系統規劃，承諾為所有國民提供免費藥物、診斷治療及重大疾病保險。然而由於受限於預算，這項全民醫保系統的推行在2015年遭到延宕。印度政府直到2018年4月才另行宣佈阿育吠陀全國健康保護計畫，目標是為多達一億個弱勢家庭（約5億人，佔全國總人口的40%）提供醫療保障。此計畫預計每年要花費約17億美元。有部分醫療服務將委託私立醫療機構提供。
印度於2017年設立醫療科技評估委員會（Medical Technology Assessment Board），並於其下成立執行機構 - 印度醫療科技評估中心（Health Technology Assessment in India）。其後在2022年，隸屬於印度國家衛生局 (NHA) 的衛生融資與科技評估部門 (Health Financing and Technology Assessment，HeFTA) 成立，更進一步強化基於實證的決策機制，不僅在健康福利的優先順序上有所提升，更藉由醫療科技評估 (HTA) 的應用，為總理人民健康計畫（簡稱PM-JAY，為印度政府推行的一項旗艦醫療保險計畫）大幅節省醫療支出。

### 私立醫療保健

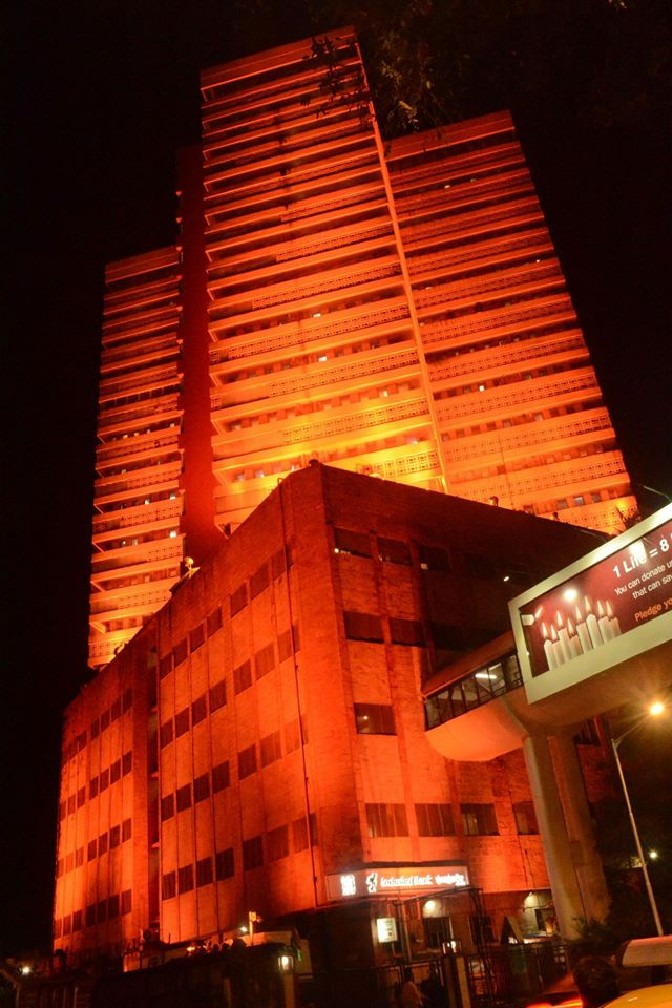
於孟買的P. D. 印度教國家醫院及醫學研究中心。

印度醫療保健能力的擴張在2005年之後開始，主要來自私立部門，或透過公私合營的方式達成。目前是私立醫療機構佔有全國58%的醫院、29%的病床以及81%的醫生。

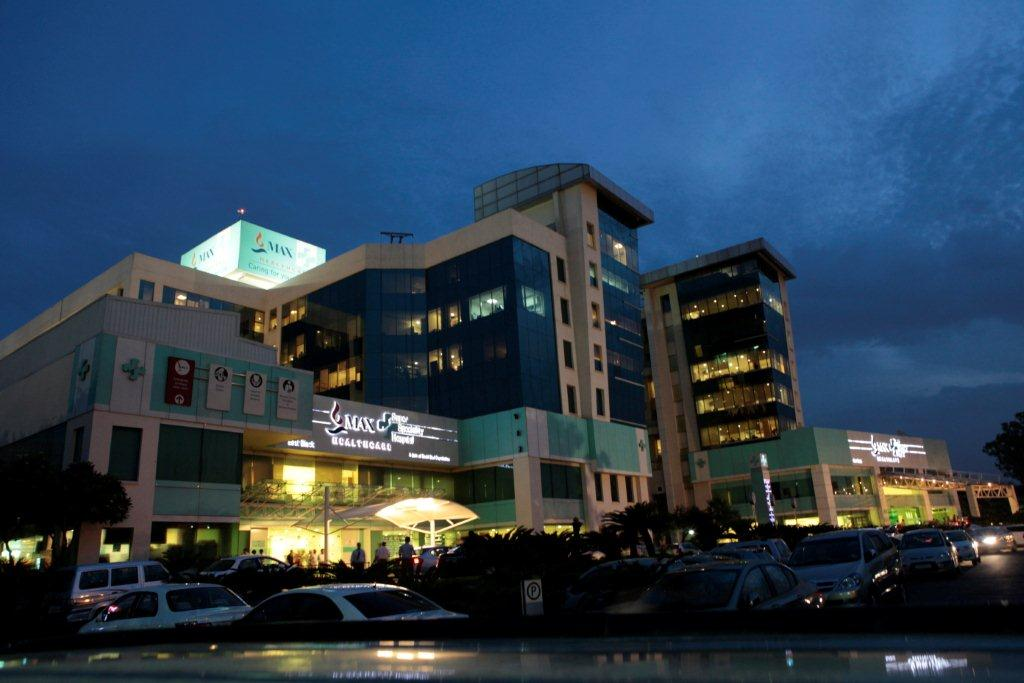
於德里的私營麥克斯醫療機構有限公司所擁有的醫院之一。

印度所做的第三次全國家庭健康調查，顯示在城市地區，70%的家庭主要依賴私立醫療機構，農村地區的比例也高達63%。此外，由美國IMS醫療資訊公司於2013年針對12個邦超過1.4萬個家庭進行的研究，指出印度城市及農村民眾在過去25年間對於私立醫療機構的門診及住院服務需求均呈現穩定增長趨勢。有關私立醫療部門的服務品質，研究人員Sanjay Basu等人於2012年發表於同行評審醫學期刊《PLOS Medicine》的研究報告中提出，私立醫療機構的服務提供者，相較於公立醫療體系的，更願花費較長時間與病患溝通，並在診療過程中會進行身體檢查。然而私立醫療體系的高昂自付費用已導致眾多家庭背負災難性的高昂醫療支出（這種支出的定義為高到足以危及家庭維持基本生活水準的能力）。而私立醫療的費用仍在攀升中。一項研究指出有超過35%的貧窮印度家庭正承受著此類經濟壓力，凸顯當前印度醫療保健系統的困境。隨著政府醫療支出在GDP中佔比逐年下滑，以及私立醫療部門的持續擴張，貧窮人口在尋求醫療照護時，能選擇的較以往更加有限。印度有私人醫療保險以及多種政府資助的醫療保險方案。世界銀行發佈的數據顯示該國於2010年約有25%的印度人口持有某種形式的醫療保險。然而印度政府於2014年發佈的一項研究報告，指出此數據可能過於樂觀，實際投保率僅約為17%。由於印度的私立醫療機構缺乏有效的單位或獨立的法定機構來監督，往往會以過高的價格提供看似高品質的治療。以拉賈斯坦邦為例，竟有40%的醫療從業者未具備醫療學位，另有20%未完成中等教育。知名電視節目《真相訪談》曾於2012年5月播出主題為"醫療保健系統本身是否需要改進？（Does Healthcare Need Healing）"的節目，揭露私立診所和醫院收取高昂費用及其他不當行為的現象。
根據美國網路媒體《哈芬登郵報》刊出的一篇報導，指出印度的"企業式經營醫院法"存在問題，資深外科醫生被要求推銷手術，甚至有醫生因實施的手術量不足而會被解聘。該報導同時強調，印度多數私立營利醫院的醫療費用過高，將會對公共財政造成壓力。

### 財務問題
印度公共醫療支出之所以在全球處於極低水平，源自其醫療人力、基礎建設以及醫療服務的品質與普及性皆嚴重匱乏。醫生與醫療服務提供者不僅數量不足，更有集中於都市地區的傾向，更為嚴重的是政府在醫療方面的投入亦顯不足，而導致印度醫療系統難以覆蓋廣大民眾的需求。雖然印度政府的公共醫療系統通常只收取象徵性費用或免費提供服務，但由於其覆蓋範圍和資源有限，加上龐大的私立醫療體系普遍收取高昂費用，導致印度整體醫療體系的資金運作，仍然高度依賴病患負擔的自費費用。此種情況嚴重阻礙許多患者取得醫療照護，並對貧困階層造成毀滅性的財務影響，該國每年約有5,000萬至6,000萬人因此種巨額醫療開銷而掉落至貧窮線以下。
印度為人口大國，其擁有的私營醫療體系是全球規模最大。該國於2018年，個人自費佔醫療總支出48%，政府與醫保基金佔62%，而與他國多有不同。世界衛生組織（WHO）發表的2007年數據顯示印度公共醫療支出在GDP的佔比在全球191個國家中排名第184。事實上，在1990年至2010年期間，此種GDP的佔比僅為0.9%至1.2%，至2018年才增至3.2%。
與醫療與非醫療相關的自付費用，會顯著影響人們獲得醫療保健的機會。貧富之間的差距在此更為凸顯，貧窮人口需將其收入中高比例的部分支付醫療費用。一項於1955年至1956年進行的全國抽樣調查，揭示高達4成的人口為支付住院費用，不得不出售資產或是設法借貸。其中收入在底層的4成人口中，有半數人會面臨負債或變賣家產的困境，而收入在頂層的2成人口中，僅有3分之1須做同樣的事。令人憂心的是那些跌入較低收入階層的家庭中，約有半數竟是因為醫療支出過於沉重導致。凡此種種皆顯示經濟能力是決定能否享有醫療保健服務的重要因素。
在非醫療成本方面，距離醫療機構的遠近也會阻礙獲得醫療保健的機會。高額的交通費用會阻止人們前往醫療中心。學者認為醫療機構提供外展服務，對於邊緣化和孤立的群體有其必要。
在醫療成本方面，個人須自付的住院費用是讓他們取得醫療保健的一大障礙。40%的住院病人因此背負沉重債務，或是落入貧窮線下。此外，有過23%的病人付不起治療費，而63%的病人缺乏穩定取得必要藥物的財力。醫療保健和治療費用每年上漲10%到12%，且預計成本將隨著醫學進步而持續增長。藥物價格也因缺乏規範而經常上漲。不過，近年來由於印度政府和醫療保險基金已承擔總支出的62%，個人自付比例已顯著下降。
印度過往在醫療普及、經費和可及性方面存在顯著差距。但隨著經濟發展，國家財政實力提升，得以推行基本醫療保險，覆蓋大多數國民。

### 藥物
印度政府早在1970年就曾明令禁止藥品專利。然而該國在1995年參與簽署《與貿易有關的智慧財產權協定》後，情況有所改變，藥品專利再度受到允許，但該國同時也引入強制許可。表示任何藥廠只要付出相應的代價，便有權生產任何擁有專利的藥品。Natco藥業公司於2012年獲准生產治療癌症藥物索拉非尼（商業品牌名稱為Nexavar），便是基於這項權利。更值得一提的是印度於2005年年頒佈的新法強調，若某藥品未能"提升該物質的已知療效"，便無法取得專利。
印度在2010年的人均抗生素消耗量位居世界第一。雖然未經印度或是原產國核准的抗生素禁止在印度銷售，但迄2018年仍有許多此類藥物在當地市場上流通。於2017年所做的調查發現，抽樣藥物中有3.16%不合格，有0.0245%是偽藥。其中部分抗生素被歸為H1種類，意指必須憑處方箋才能銷售，且藥劑師應記錄包含處方醫師和患者詳細資料的銷售資訊，仍不能阻止常用處方藥受到偽造的情況。

### 心理健康照護

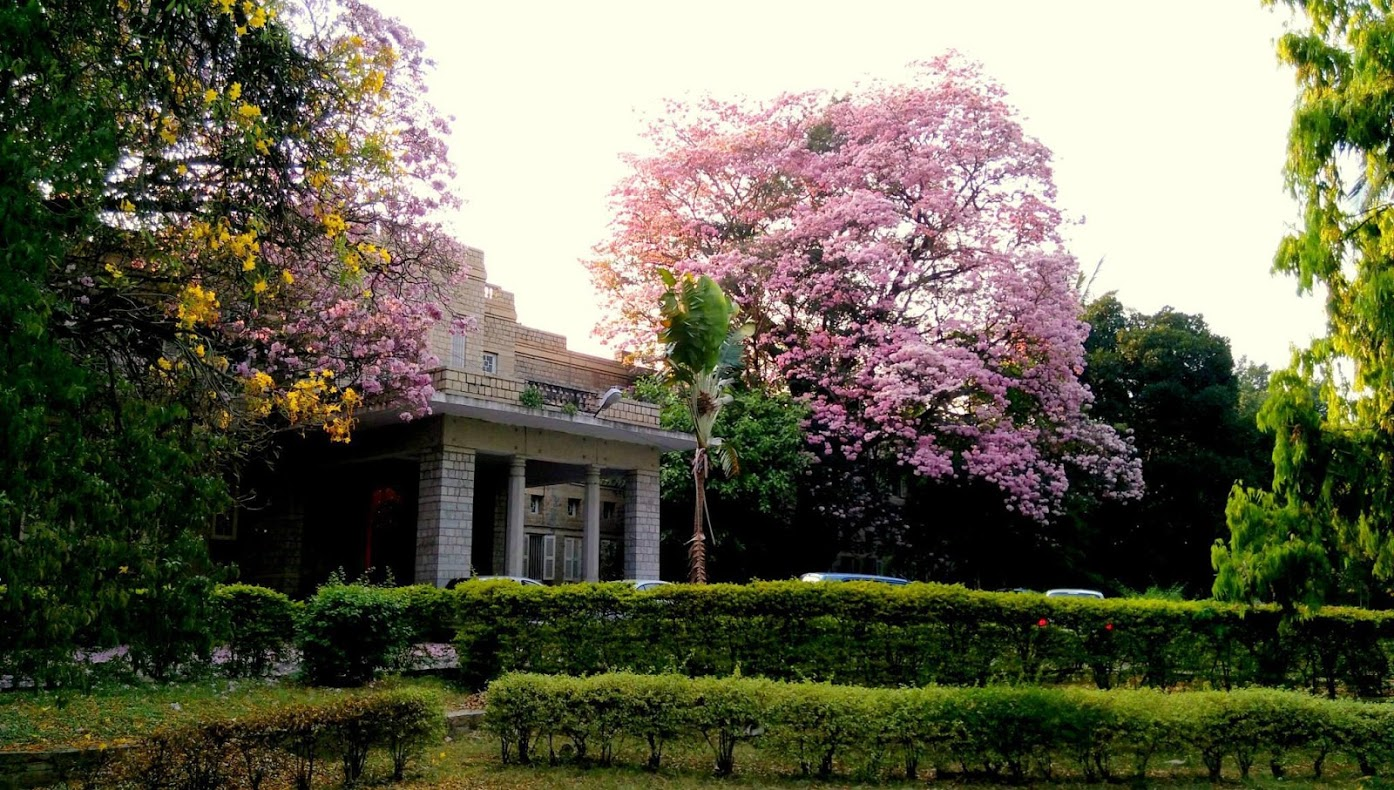
印度國家神經科學研究所的精神醫學科是該國頂尖的心理衛生和神經科學研究教育中心。

## 醫療保健可及性
雖然印度於2013年有達140萬名受過訓醫療人員（含70萬名西醫），但未能達成聯合國千年發展目標與健康相關的目標。相比之下，已開發國家能更快適應老齡化社會的需求，並在七十多年前就發展出更完善的照護和醫保模式，這是印度等社經條件相似國家所欠缺的。"可及性"意指在特定成本和便利性下獲得一定品質的服務。印度醫療系統在可及性的提供、利用和實現三方面均有缺陷。醫療設施的供給（提供）本應促進利用，最終達成健康，但現今三者中的巨大落差導致系統崩潰，醫療可及性嚴重不足。服務、權力和資源分配不均，加劇醫療可及性的不平等。印度人能否進入醫院取決於性別、社經地位、教育、財富和居住地（城鄉差異）。醫療資金分配不均和醫療設施距離遙遠，都阻礙醫療可及性。在貧窮人口聚集地區也缺乏足夠的基礎設施。居住在偏遠地區的部落人口和之前歸類為達利特的人，往往缺乏足夠的專業醫療人員為他們提供服務。此外，就醫時的等待時間過長，或某些罹患的疾病未受重視。最需要醫療照護的群體，卻往往難以獲得。

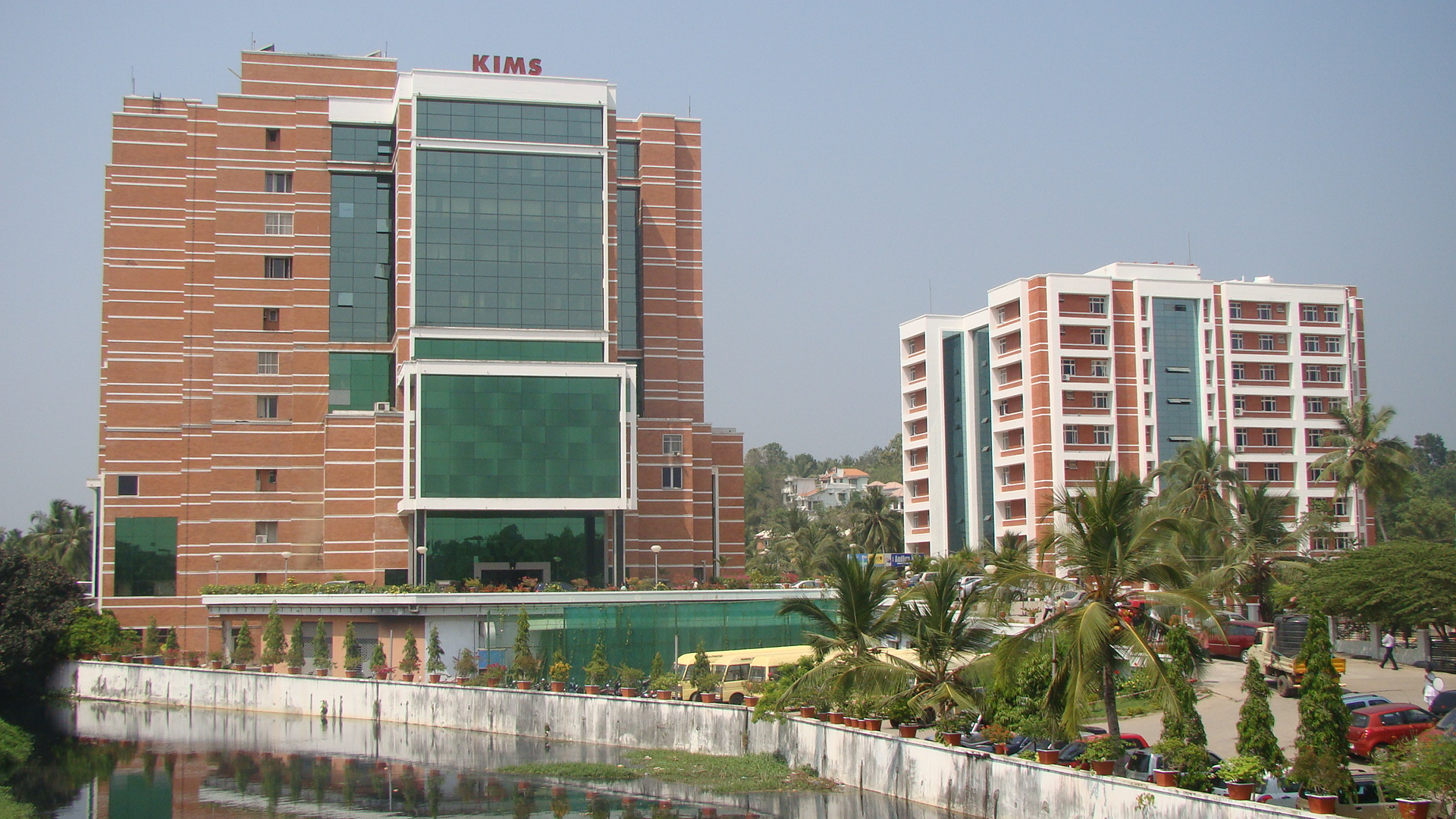
於喀拉拉邦提魯沃嫩塔布勒姆的醫學科學研究所（Institute of Medical Sciences）。

### 電子健康紀錄
印度政府在推出國家健康入口網站（National Health Portal）的同時，也發佈關於印度電子健康紀錄標準的指導原則。這份文件的主要目的是建議印度境內不同的醫療照護服務提供者採用一套統一的標準，讓病患的醫療數據得以更容易攜帶，並在不同機構之間順暢傳輸。
印度政府為配合擬建的數位印度計畫，正研究成立一個國家電子健康管理局 (National eHealth Authority, NeHA)，以推動患者電子健康紀錄的標準化、儲存及交換。此管理局將經由國會立法設立，其主要任務是整合多個醫療資訊科技系統，並確保病患資料的安全性、機密性與隱私均受到嚴格保護。NeHA的最終目標是建立一個涵蓋所有公民的中央電子健康紀錄資料庫，讓所有醫療機構都能隨時查閱病患的完整健康歷程和現況。印度衛生與家庭福利部已發佈一份關於成立NeHA的概念說明，並公開向各方徵詢意見。

### 鄉村地區
印度的鄉村地區極度缺乏醫療專業人員。高達74%的醫生都集中在城市地區，服務僅佔總人口28%的居民，導致廣大鄉村人口的醫療需求難以滿足。這對鄉村地區的醫療照護可及性造成嚴重問題。鄉村居民由於缺乏合格的醫療人力，往往被迫尋求涉嫌詐欺或不專業人士的幫助。在鄉村地區的住房不足、醫療保健條件落後、子女教育資源匱乏、飲用水和電力供應不穩定，以及道路交通不便等諸多因素，使得醫生普遍不願前往。此外，鄉村地區的醫療服務基礎設施也嚴重不足。事實上，城市公立醫院的床位數量是鄉村醫院的兩倍多，而鄉村醫院還經常面臨醫療用品短缺的問題。研究指出，某些鄉村地區5歲以下兒童的死亡風險相較於城市會更高。交通不便、醫療基礎設施不足以及醫療專業人員短缺，使得鄉村地區面臨特有的挑戰。學者認為若醫療服務提供者能理解當地文化差異，或許可提供更符合這些社區需求和偏好的文化敏感性服務。鄉村地區的醫療照護問題直接影響兒童健康，使其面臨多重健康風險。從1992年到2006年期間進行的三次不同時間點的調查來看，印度較發達的邦，家中體重不足的男女童比例，都低於那些鄉村社區，及較為落後的邦。印度鄉村和城市的完全疾病免疫措施覆蓋率也存在差異，全國鄉村社區的完全免疫率為39%，而城市地區則為58%。對疫苗知識不足仍然是提高免疫覆蓋率的一大障礙，這通常是由於錯誤資訊、不可靠的醫療照護、父母缺乏意識以及其他社會因素所致。醫療照護方面的不平等可能源於社經地位和種姓等因素，在印度，種姓是醫療照護的一個社會決定因素。研究顯示城鄉家庭在健康方面的差距，大於不同種姓之間的差距。研究人員利用全國家庭健康調查的三輪數據，計算多維貧困指數，以進一步闡釋健康的指標和社會決定因素。數據顯示於2005-06財政年度，城鄉家庭的貧困率差異為20-30%，而表列種姓和表列部落的家庭與其他家庭的差異僅為10-15%。印度的其他關鍵健康社會決定因素包括衛生、環境污染、營養等。根據該國進行的2007-2009年地區家庭調查（District Level Household Survey）顯示在各邦中，不到50%（某些邦甚至不到25%）的城市家庭使用未改良的如廁設施，而超過50%（某些邦甚至超過75%）的鄉村家庭使用未改良的如廁設施。衛生條件直接關係到疾病的發生和整體鄉村地區的健康狀況。
印度鄉村地區的居民往往依賴非正式的醫療服務提供者來獲得必要的醫療照護，與許多其他國家類似。這些非正式提供者同時採用現代和傳統的醫療方法，例如對抗療法（西藥）和草藥療法，他們的技能和教育程度參差不齊，但通常並無正式的醫療資格。然而這類人的數量遠超過合格醫療人員的，在中央邦所做的一項研究，發現合格的醫生有24,807名，而非正式的提供者則有89,090名。對於鄉村地區需要醫療服務的人來說，後者也是最常見的第一求助對象。由於印度鄉村地區缺乏可及的醫療照護，非正式提供者在很大程度上將此空檔填補，證明他們是鄉村醫療基礎設施不可或缺的一部分。

#### 印度鄉村地區案例研究
研究人員Vilas Kovai等人於2007年發表在同行評審的《印度眼科雜誌》上的一項研究報告，分析安德拉邦鄉村地區民眾尋求眼科照護碰到的障礙。顯示在過去5年內意識到視力問題但未尋求治療的案例中，52%的受訪者有個人原因（部分是基於自身對視力問題不重視的緣故），37%是經濟困難，21%是社會因素（例如另有其他家庭責任或缺乏陪伴前往醫療機構的人）。
印度近期也探討利用科技，尤其是手機在醫療保健中的作用，因為印度擁有全球第二大的手機通訊用戶群，而手機在提供醫療照護方面存在一個潛在的機會。特別是研究人員Sherwin DeSouza等人於2014年在卡納塔卡邦附近的一個鄉村進行的研究，發現擁有手機的社區居民（87%）對通過這種方式接收醫療保健資訊表現出高度興趣（99%），而在醫療保健通訊媒介方面，更偏好使用語音通話而非簡訊。可用手機提供的醫療保健資訊的一些具體範例有疫苗接種和藥物服用的提醒，以及一般健康意識資訊。

#### 印度北部鄉村地區
在印度北部，醫療服務提供者的分佈在鄉村和城市地區之間有顯著差異。研究人員Ayesha De Costa和Vinod Diwan於2007年發表在同行評審的英文版學術月刊《健康政策》上的一項研究報告，描述在中央邦檢視該邦城市和鄉村地區不同類型醫療服務提供者的分佈情況，並根據提供者數量來看醫療照護的可及性差異。研究結果顯示在該邦鄉村地區，平均每7,870人才有一位醫師，而在城市地區，平均每834人就有一位。而該邦合格的醫護輔助人員中，有71%在鄉村地區工作。此外，該邦的傳統助產士和不合格的醫療服務提供者有90%在鄉村社區工作。
研究也探討尋求醫療照護行為的決定因素（包括社經地位、教育程度和性別），以及這些因素如何影響整體醫療照護的可及性。研究人員Wameq Raza等人於2016年發表在開放取用醫療保健期刊《BMC健康服務研究》上的一項研究報告，專門調查比哈爾邦和北方邦農村地區居民的尋醫行為。顯示在急性疾病和慢性疾病方面，尋求醫療照護的行為存在一些差異。整體而言，隨著社經地位的提高，尋求醫療照護的可能性也隨之增加。教育程度與急性疾病的尋求醫療照護行為的可能性無相關性，然而，教育程度與慢性疾病的尋求醫療照護行為之間存在正相關。此報告也將性別的社會面向視為尋求醫療照護行為的決定因素之一，在比哈爾邦和北方邦農村地區，男性兒童和成年男性，相較於女性，更有可能因急性疾病而接受治療。這種基於性別的醫療照護不平等，導致男孩和女孩之間不同的死亡率，在5歲之前，當地女孩的死亡率也高於男孩的。
其他先前的研究也深入探討性別在鄉村地區醫療照護可及性方面的影響，同樣發現醫療照護獲取上的性別不平等。研究人員Aparna Pandey等人於2002年發表在同行評審期刊《健康、人口與營養雜誌（Journal of Health, Population, and Nutrition）》上的一項研究報告，所採的是1998年6月至1999年5月在西孟加拉邦收集而來的數據，針對在社會人口統計學特徵相似的情況下，家庭為男孩和女孩尋求醫療照護的行為進行分析。結果顯示出有明顯的性別差異，男孩在需要時有33%的情況會從醫療機構獲得治療，而女孩則只有22%的情況會獲得。調查也顯示印度醫療照護可及性方面性別不平等最嚴重的省份是哈里亞納邦和旁遮普邦。

### 城市地區
醫療照護可及性的問題不僅存在於特大城市，也出現在快速發展的小型城市地區。在這些地區，可選擇的醫療服務較少，政府機構的完善程度也較低，導致城市地區的醫療部門經常缺乏問責制和合作。相較於責任歸屬於地區行政部門的農村地區，很難明確指出哪個城市機構負責提供醫療服務。此外，由於城市地區居所取得困難、居民間社經地位差異以及對不合規貧民窟居民的歧視，也出現醫療不平等現象。
城市居民為在這種環境下生存，會大量使用私人醫療服務。然而這類服務機構通常人手不足，收費是公立醫療中心的三倍，且常見不良的執業方式。為應對這個問題，城市地區已出現結合公立和私立部門的做法。其中一例是公私合夥關係倡議。研究顯示印度的合格醫師往往會選擇在城市地區工作，而非農村地區。原因有都市化和專業化兩個因素。私人開業醫師通常專精於特定領域，他們會選擇居住在城市地區，因為當地對這些服務有更高的需求，也負擔得起。

### 目標族群

#### 失業者的醫療照護
若失業人口沒有醫療保險，且無力支付，他們在緊急住院時可透過各邦的資助計畫獲得保障。由於醫療費用高昂且缺乏醫療保險，失業人士在獲得醫療照護方面經常面臨嚴峻的障礙。

#### 在職人士的醫療照護
截至2020年，印度共有3億透過其僱主購買的團體或個人保險計畫，享有公共或私人保險公司的醫療保險。
在公共部門工作的印度國民和外籍人士，有資格獲得全面的福利待遇，包括公共和私人醫療、預防醫學、診斷、治療以及藥物，幾乎無例外情況，且無需保險成本分攤。
大多數服務，例如最先進的心血管手術、器官移植和癌症治療（包括骨髓移植）都在承保範圍內。
除非外籍人士有資格參加印度僱員國家保險或印度僱員公積金組織（大多數外籍勞工都符合資格），否則僱主有責任（透過公共或私人機構之一）為其在私營部門的外籍員工支付各式的醫療服務費用。

##### 阿育吠陀全國健康保護計畫
印度政府於2018年啟動一項由國家公共資金支持的醫療保險計畫，稱為阿育吠陀全國健康保護計畫。計畫的目的在為印度非正規部門（僱用少於10名員工的企業）中底層50%的人口（5億人）提供保障，並讓他們能在公立和私立醫院免費接受治療。

##### 印度僱員國家保險
對於在有組織部門（僱用超過10名員工的企業）工作且月薪不超過21,000印度盧比的人，他們受到僱員國家保險計畫的保障，該計畫完全資助他們在公立和私立醫院的醫療保健（以及失業救濟金）。

##### 印度僱員公積金組織
對於收入超過上述門檻的人，他們大多歸由僱員公積金組織提供保障，這些人也會自動納入阿育吠陀全國健康保護計畫的醫療保險範圍。

##### 僱主提供的額外醫療保險
根據印度社會安全法規，該國所有僱主在法律上必須為其員工及其家屬提供額外的醫療保險。
僱主可從以下4個主要的公共醫療保險基金之一為員工購買額外的醫療保險：
- 印度國家保險公司（英语：National Insurance Company）
- 印度東方保險公司（英语：The Oriental Insurance Company）
- 印度聯合保險公司（英语：United India Insurance Company）
- 新印度保險（英语：New India Assurance）

或是從私人保險公司購買。

## 改善醫療可及性的倡議

### 政府主導

#### 第十二五年計畫
印度政府所制定的第十二五年計畫|，目的在將國家鄉村健康任務（National Rural Health Mission）擴展到全國，並將其更名為國家健康任務。社區型醫療保險有助於為弱勢群體提供服務。它還有助於強調地方政府在提供資源方面的責任。再者，根據同行評審《印度社區醫學雜誌》（IJOCM）的觀點，政府應改革該國的醫療保險及其覆蓋範圍。並指出全民醫療保健應緩慢而穩定地擴展到所有人口。醫療保健應具強制性，且患者在就診時不應支付費用。且應同時納入私營和公共部門，以確保所有邊緣化地區都受到覆蓋。IJOCM的論點認為這將增加窮人的醫療可及性。

#### 國家鄉村健康任務
印度政府為應對鄉村地區專業人員短缺的問題，希望通過政府組織建立一支"鄉村醫生隊伍"。國家鄉村健康任務 (NRHM) 於2005年4月啟動。NRHM針對偏遠地區的弱勢群體制定外展策略。目標是為農村人口提供有效的醫療保健，重點關注公共衛生指標較差和/或基礎設施薄弱的18個邦。NRHM擁有18,000輛救護車，以及90萬名社區健康志願者和17.8萬名有薪工作人員。 The mission proposes creating a course for medical students that is centered around rural healthcare.此任務提議為醫學院學生開設一門以農村醫療保健為中心的課程。此外，NRHM希望為年輕醫生設立強制性的鄉村服務任期，並期望將來會有部分能留在農村地區工作。然而NRHM也有不足之處。例如即使有這項任務，大多數與健康相關的基礎設施建設仍然集中在城市。許多學者呼籲採取一種新的，符合地方性的方法，並針對每個邦的農村地區進行專業化調整。其他區域性計畫，例如印度安德拉邦的拉吉夫·阿羅吉亞斯里社區健康保險計畫（Rajiv Aarogyasri Community Health Insurance Scheme ），也由各邦政府實施，以協助農村人口獲得醫療照護，但期望這些計畫能成功（在沒有其他衛生系統層面的補充干預措施的情況下）仍有其侷限。NRHM的一個關鍵目標是透過支持基礎設施和獎勵措施來加強婦幼保健，此方面一直是該國長期以來所面臨的障礙。此計畫確實促使婦女在機構內生產的數量增加，然而由於機構內勞動力短缺，表示個體得到的照護品質下降，等於解決一個問題，而又出現另一個。從統計數據來看，2005年的印度嬰兒死亡率為每千名活產嬰兒有58例，到2016年則降至每千名有34例。雖然下降幅度顯著，但印度每年嬰兒死亡人數仍佔全球的17%，此問題需在未來逐步解決。自NRHM啟動以來，印度的婦幼保健狀況已顯著改善，但仍是一個待優先解決的健康事項。

#### 國家城市健康任務
國家城市健康任務（National Urban Health Mission，NUHM）是國家健康任務的一個子任務，於2013年5月1日獲得批准。NUHM在779個各擁有50,000人口的城市和鄉鎮展開工作。由於城市醫療專業人員通常專精於特定領域，目前的城市醫療保健主要集中在二級和三級照護，而缺乏初級照護能力。因此NUHM的重點是將初級照護擴展到城市貧困人口。此項倡議體認到由於人口過剩、部分群體被排除在外、缺乏健康和經濟能力及資訊與醫療服務組織混亂等原因，造成城市醫療保健能力顯有不足。因而NUHM劃分出三個需要改善的層級：社區層級（包括外展計畫）、城市健康中心層級（包括基礎設施和改善現有的醫療系統）以及二級/三級層級（公私合夥關係）。此外，倡議將為每50,000人口設立一個城市公共健康中心，並計劃修繕現有設施並創建新設施。還規劃由小型市政府負責準備優先服務城市貧困人口（包括未登記的貧民窟和其他群體）的醫療設施。NUHM還致力於改善污水處理和飲用水、加強社區外展計畫，以進一步擴大醫療服務的可及性、減少個人自付醫療費用，並啟動每月健康與營養日以改善社區居民的健康。

#### 總理人民健康計畫 (PM-JAY)
總理人民健康計畫 (PM-JAY) 是一項為確保印度貧窮和弱勢群體獲得醫療保障的倡議。此倡議是政府願景的一部分，目的在確保其公民 - 特別是貧窮和弱勢群體 - 能夠獲得醫療保健和優質的醫院服務，且不至於面臨經濟困難。
PM-JAY為印度1億個家庭提供每年最高50萬盧比的二級和三級住院醫療保險。政府為提高透明度而設立一個線上查詢平台 (Mera PmJay)，供民眾查詢是否符合資格。醫療保健服務涵蓋追蹤照護、日間手術（在同一天內完成手術和出院）、住院前和住院後照護、住院費用、費用補助以及新生兒/嬰兒服務。完整的服務清單可到網站查詢。雖然此計畫是在2018年才通過，但為改革印度醫療體系提供一個機會，期使其能公平為眾多依賴該體系的人民服務。
1999年國家老年人政策
印度政府於1999年制定《國家老年人政策（National Policy of Older Persons of 1999）》，希望透過經濟援助、醫療保健和提供棲身處等措施，確保老年人的福祉，並賦予他們在社會中的地位。這項政策標誌政府已開始介入印度年長者的需求。政策包含國家支持，透過在地區醫院設立老年病房、將老年醫學納入醫學院課程、培訓老年照護人員以及加強社區衛生中心和流動診所等計畫，保障老年人的經濟和糧食安全、醫療保健以及免受虐待。此政策還建議設立老年養老金，發展醫療保險以滿足不同收入群體的需求，為貧困和慢性病老年人提供住所和福利措施，並支持非政府組織以彌補國家無法獨力提供的照護。於2007年推出的英迪拉·甘地國家老年養老金計畫（Indira Gandhi National Old Age Pension Scheme of 2007）最終成為國家老年人政策的一部分，並將生活在貧窮線以下個人的每月養老金提高，具體而言，60歲以上的人每月可領取200盧比，而80歲以上，每月可領取500盧比。

### 公私合夥關係
印度許多邦政府為改善醫療可及性而採納的一項倡議便是結合公共和私營部門。設立公私合夥關係倡議 (PPP) 的目的在希望能達成與健康相關的聯合國千禧年發展目標。在印度，幾乎所有新的邦級健康倡議都包含允許私營實體或非政府組織參與的政策。

#### 主要計畫
設立平價商店以降低藥物、植入物、義肢和骨科裝置的成本。目前的藥房和醫療服務商店之間在藥品銷售方面似有默契，並無競爭。因此，藥品的價格無法有效降低。印度政府制定的平價計畫將建立一個藥品價格競標系統，導致藥品能以優惠價格提供。政府設立此計畫的成本極低 - 平價商店取代政府醫院的藥房，而無須另行建立新的基礎設施。此外，它們所銷售的都是非品牌藥，供應價格優惠的通用名藥物（學名藥）。學名藥無需多作廣告，私營部門因此不用投入過多的資金。此類平價商店於2012年在西孟加拉邦推出。到當年底已有93家店面，讓850萬患者受惠。這類商店在2012年12月到2014年11月期間，共為患者節省25億盧比。由於醫生開立的處方箋中，有60%為學名藥，可將治療成本降低。為西孟加拉邦的醫療費用問題提供一解決方案。
公私合夥關係倡議中規模最大的部分是經由政府稅收資助的計畫，即國民健康保險計畫（RSBY)。該計畫的資金由中央政府負擔75%，邦政府負擔25%。這項計畫讓醫院為生活在貧窮線以下人口的住院和就診費用向政府報銷，而降低患者的醫療自付費用。RSBY最高報銷金額為每個家庭五名成員每年3萬盧比的住院費用，既有身體狀況產生的醫療費用也包括在內。該計畫於2015年覆蓋3,700萬個家庭，共有1.29億生活在貧窮線以下的人口。每但個家庭需要支付30盧比的註冊費才能加入。資格符合的家庭成員將會收到一張黃卡作為識別。然而研究顯示在馬哈拉什特拉邦，即使符合資格，社經地位較低的人往往不用這項服務。而在北方邦，民眾居住的所在，以及地方議會影響他們參與該計畫的程度。居住在村莊邊緣的人比居住在村莊中心的人更少用到這項服務。此外，研究顯示這項計畫會導致家庭的非醫療支出有所增加，自付費用可能會增加23%。然而RSBY實際上確實幫助阻止許多人因醫療費用而陷入貧窮。此計畫還改善家庭成員進入勞動力市場的機會，因為他們可將收入應對醫療保健費用以外的需求。印度已有25個邦實施RSBY。
最後，當國家鄉村遠程醫療網絡建立後，可將各醫療機構連結，讓醫生和專科醫師能遠端提供診斷和諮詢。這項措施確實將患者為尋求醫療意見而產生的交通費用減少。然而不同網絡所提供的醫療照護品質良莠不齊。它雖然提供一定程度的服務，但遠程醫療措施的一個顯著問題是無法提供藥物和必要的診斷，這對於缺乏醫療資源的農村地區來說是一個嚴重的缺陷。

#### 有效性

印度人的預期壽命趨勢圖。

對於公私合夥關係 (PPP) 在醫療保健領域的成效，各方看法不一。批評者憂慮PPP被視為改善醫療基礎建設的單一解決方案。反過來，支持者主張PPP能善用既有基礎設施，為弱勢族群提供醫療服務。
從馬哈拉什特拉邦和西孟加拉邦的經驗來看，公私合夥關係 (PPP) 的各項措施在與聯邦醫療服務體系整合運用時，均能顯現其積極作用。這種結合有助於改善印度醫療服務的普及程度，並提升經濟上的可負擔性。然而值得注意的是，即使在這些計畫實施後，高昂的非醫療相關支出仍然是阻礙民眾獲得醫療服務的重要因素。基於此，學者們建議應將那些有效的計畫模式擴展，以覆蓋全國。
一項針對鄉村地區結核病控制的公私合夥關係 (PPP) 案例研究顯示，該模式的有效性受到限制。雖然計畫本身具有一定的作用，但由於缺乏明確的究責機制，最終不得不停止運作。其他公私合夥關係計畫的參與者也面臨類似的問責問題。協調者和私人執業者在談論公私合夥關係時，普遍認為政府支持不足（尤其是在資金方面）以及缺乏有效的協調，均為導致公私合夥企業不成功的主要因素。
世界衛生組織分析最成功的公私合夥關係 (PPP) 案例後發現，除資金支持之外，邦政府和地方政府對專案的自主掌控權是其成功的首要因素。研究進一步顯示，相較於國家政府主導的計畫，由邦政府發起的計畫在實現健康目標上更具成效。
印度衛生與家庭福利部於2005年設立國家遠程醫療工作組（National Telemedicine Taskforce），此舉為ICMR-AROGYASREE（印度醫療研究委員會遠程醫療計畫）、NeHA和VRCs （Village Resource Centre，由由印度太空研究組織（ISRO）發展的通信系統）等多項重要計畫的推行創造有利條件。遠程醫療的應用也使家庭醫生能更輕易地尋求專科醫師的意見，並更有效去監測病患。藉由儲存、轉發、即時通訊、遠端監測或自我監測等多元模式，遠程醫療在全球各地提供教育訓練、醫療服務輸送與管理、疾病早期篩檢以及災害應變等多種功能。雖然遠程醫療無法完全取代傳統醫療，但無疑能顯著減輕現有醫療體系的負擔。總部設於卡納塔卡邦門格洛爾的愛德華與辛西婭公共衛生研究所主任Edmond Fernandes博士呼籲，為進一步提升印度醫療保健水平，應將公共衛生專業納入2015年國家職業分類之中。
國際間合作
印度與美國從1960年代後期即開始合作，並在2010年美印衛生倡議推動的制度化基礎上，於近年來關係更趨緊密。

## 印度醫療照護品質

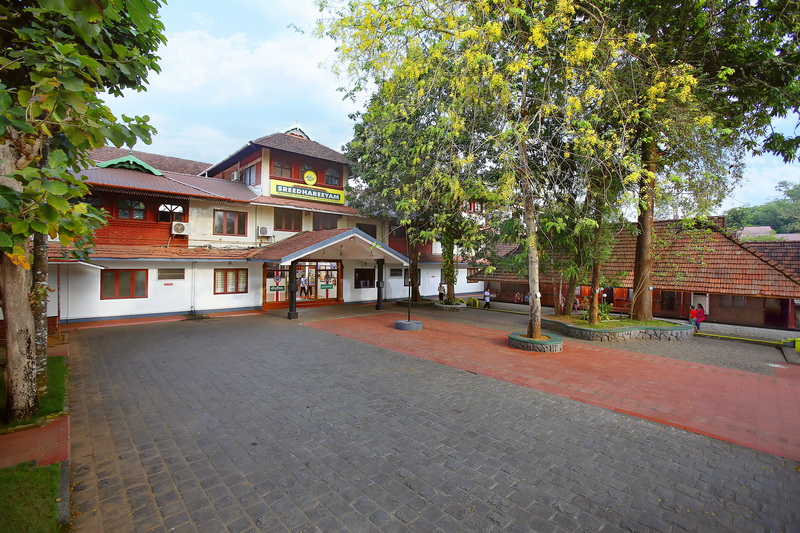
一家於喀拉拉邦的推廣印度傳統醫學 - 阿育吠陀 - 的社區醫療服務機構。

印度醫療照護品質面臨嚴峻挑戰，包括缺乏診斷工具，以及資深醫護人員不願前往設備不足、經濟誘因低的偏遠農村執業。農村居民傾向尋求收費較低、地理位置更便利的鄉村醫生。然而，農村地區也曾發生醫生遇襲甚至導致喪生的不幸事件。《英國醫學期刊》於2015年刊登一位加爾各答Gadre醫生提供的報告，揭露印度醫療體系中常見的醫療疏失，如轉診收回扣、不合理開立處方和進行不必要的醫療干預。
根據印度智庫公共政策研究中心 ｛CPPR）首席經濟學家Martin Patrick於2017年提出的研究報告，印度民眾將更依賴私營醫療，家庭在此的支出幾乎是在公共醫療支出的24倍。
而國家衛生任務署下近八成的公共衛生機構，在基礎設施、人力和設備等方面，均未達到印度公共衛生標準的最低要求。

### 印度南部
由於印度缺乏格醫護人員和醫療資源，印度農村地區（包括印度南部）的主要醫療照護仰賴非正式提供者。在安德拉邦貢土爾，這些非正式醫療人員通常在病患家中提供服務並開立西藥處方。研究人員Meenakshi Gautham等人於2014年在同行評審的科學期刊《健康政策與規劃》發表的研究報告，顯示貢土爾約71%的病患曾經由非正式醫療人員進行針劑注射。研究亦發現這些非正式醫療人員中，有43%受過至少11年的教育，有10%擁有大學文憑。
研究顯示病患對醫療照護品質的感知與其治療依從性息息相關。研究人員Nandakumar Mekoth和Vidya Dalvi於2015年在美國期刊《醫院論壇（Hospital Topics）》發表的研究報告，深入探討印度卡納塔卡邦影響病患醫療品質觀感的各個層面，以及這些層面如何影響他們是否遵從醫囑。研究工作涵蓋醫生與病患的互動品質、病患對當地基層醫療設施的期望，以及飲用水和洗手間等非醫療設施的狀況。在治療依從性方面，研究調查了兩個次要因素：1. 治療的持續性，以及2. 支持治療的依從性（補充整體治療計畫的健康行為改變）。結果顯示所研究的各項醫療照護品質因素均直接影響這兩個依從性指標。此外，在醫療照護品質感知中，對基層醫療設施的基本期望對整體治療依從性的影響最為顯著。而在研究的三個考察面向中，醫生互動品質對治療依從性的影響最小。
坦米爾那都邦首府清奈憑藉著吸引印度45%的國際健康遊客和30%至40%的國內健康遊客的巨大比例，而贏得"印度的健康之都"的美譽（參見印度醫療旅遊）。

### 印度北部
數據顯示，印度北部的北阿坎德邦特赫里地區，有94%的非正式醫療照護提供者至少接受過11年的教育，有43%擁有大學學位。在特赫里，有高達99%的醫療服務在診所內進行，而在安德拉邦貢土爾僅25%的醫療服務透過診所提供，40%由出診醫師提供，35%則結合診所和出診醫師提供。
研究顯示，印度私營醫療部門普遍缺乏統一的照護標準，導致各地醫療品質不一。研究人員Padma Bhate-Deosthali等人於2011年在《生殖健康事宜》期刊針對馬哈拉什特拉邦的研究報告，提出在146家婦產醫院中，高達137家沒有合格助產士，這對提供基本的孕產照護構成嚴重障礙。研究人員Ayesha De Costa和Vinod Diwan於2007年對印度中央邦的研究，針對醫療提供者的類型進行分析，結果顯示私營部門的個體執業者中，有62%採西醫，而38%則採包括阿育吠陀、悉達醫學、尤納尼醫學和順勢療法在內的印度和傳統醫學方式。
醫療照護提供者在特定疾病上的知識缺口，是影響醫療品質的另一個因素，因為不夠深入的理解會削弱治療效果。研究人員Manoj Mohanan等人於2015年發表於同行評審《美國醫學會兒科期刊》的研究報告，針對印度比哈爾邦部分執業者（其中80%沒正式醫學學位）進行知識評估，重點在於兒童腹瀉和肺炎的治療。研究結果揭示，大量執業者普遍未能詢問腹瀉和肺炎的關鍵診斷問題，而導致治療處方上的錯誤判斷和資訊缺失。在比哈爾邦農村地區的研究樣本中，針對假設的腹瀉病例，僅有4%的執業者給予正確治療，而針對假設的肺炎病例，正確治療方案的比例僅為9%。近期研究已開始關注在印度北部農村地區實施醫療人員教育或培訓計畫，以期改善醫療照護品質，但目前尚未得出最終結論。

## 印度排名
根據2021年的數據，印度在全球醫療安全指數，於195個國家中的排名為第66，得分42.8，較2019年下降0.8。
在同年的全球國家健康與衛生系統排名中，印度的健康指數得分在167個國家中排名第111。
而2016年全球疾病負擔研究報告更顯示印度在"醫療可及性和品質"方面，於197個國家中排名第145，排名甚至低於葉門、蘇丹和北韓的。

### 醫療保健統計數據
- 各國人均醫療費用列表
- 醫療系統
- 各國醫療保健系統列表（英语：Health systems by country）
- 各國醫院床位數量列表
- 各國人口預期壽命列表
- 世界嬰兒死亡率列表
- 各國孕產婦死亡率列表（英语：List of countries by maternal mortality ratio）
- 各國醫療品質列表
- 各國依融資類型劃分的醫療總支出列表（英语：List of OECD health expenditure by country by type of financing）